# Anhammus
Anhammus is een kevergeslacht uit de familie van de boktorren (Cerambycidae). De wetenschappelijke naam van het geslacht werd voor het eerst geldig gepubliceerd in 1860 door Thomson.

## Soorten
Anhammus omvat de volgende soorten:
- Anhammus aberrans Ritsema, 1881
- Anhammus dalenii (Guérin-Méneville, 1844)
- Anhammus luzonicus Breuning, 1982